# Honest Thief
Honest Thief è un film del 2020 diretto da Mark Williams, con protagonista Liam Neeson.

## Trama
Tom Carter, ladro meticoloso, nel corso di diversi anni ha rubato 9 milioni di dollari da banche di piccole città, riuscendo sempre a mantenere segreta la sua identità. Ma dopo essersi innamorato di Annie, Tom decide di cambiare vita e ricominciare.
Per ripulirsi dal passato criminale cerca un accordo con l'FBI, ma l'agente corrotto Nivens cerca di appropriarsi della refurtiva e di far ricadere su Tom le accuse per i reati commessi da lui stesso.
Tom è quindi costretto alla fuga e alla lotta per dimostrare la sua innocenza e riappropriarsi così della propria vita.

## Promozione
Il primo trailer del film viene diffuso il 30 luglio 2020.

## Distribuzione
La pellicola, inizialmente programmata per il 4 settembre 2020, è stata distribuita nelle sale cinematografiche statunitensi a partire dal 9 ottobre dello stesso anno mentre in Italia direttamente su Sky Cinema il 22 marzo 2021 e in home video dal 26 agosto 2021.

## Accoglienza

### Incassi
Nel primo fine settimana di programmazione, il film si posiziona al primo posto nel botteghino statunitense con un incasso di 4,3 milioni di dollari.